# Astrid Krag
Pour les articles homonymes, voir Krag (homonymie) et Kristensen.
Astrid Krag Kristensen, née le 17 novembre 1982 à Vejle (Danemark), est une femme politique danoise, membre de la Social-démocratie (SD).
Elle devient membre du Parlement danois en novembre 2007, d'abord pour le Parti populaire socialiste, puis à partir de janvier 2014 pour la SD ; elle est élue dans les Sjællands Storkreds. Elle est ministre de la Santé et du Développement dans le gouvernement de Helle Thorning-Schmidt de 2011 à 2014. En 2019, elle est nommée ministre des Affaires sociales et de l'Intérieur dans le gouvernement de Mette Frederiksen. Perdant le portefeuille de l'Intérieur en janvier 2021, elle est ministre des Affaires sociales et des Personnes âgées jusqu'en décembre 2022.

## Biographie

### Études et débuts en politique
Astrid Krag termine ses études secondaires en 2001, puis travaille un an comme éducatrice assistante dans un hôpital. Elle apprend ensuite le métier d'assistante sociale entre 2003 et 2005, tout en étudiant les sciences politiques à l'université de Copenhague jusqu'en 2007.
Elle se présente aux élections législatives de 2001 sous l'étiquette du Parti populaire socialiste (SF) dans la circonscription de Vejle, mais n'est pas élue. Elle est désignée présidente de l'organisation de jeunesse du SF en 2005.

### Députée du Parti populaire socialiste (2007-2011)
Astrid Krag est élue députée au Folketing deux ans plus tard dans la circonscription de Roskilde, lors des élections législatives du 13 novembre 2007. D'abord rapporteure pour l'intégration, l'asile et la citoyenneté et pour les personnes âgées, elle devient ensuite vice-présidente de la commission de la politique d'immigration et d'intégration puis membre de la commission de la citoyenneté, de la commission sociale et de la commission des affaires étrangères.

### Ministre sous Helle Thorning-Schmidt (2011-2014)
À la suite de la victoire du centre gauche et de la gauche aux élections législatives du 15 septembre 2011, où elle est réélue sous l'étiquette SF, elle est nommée ministre de la Santé dans le gouvernement de Helle Thorning-Schmidt, le 3 octobre 2011.
En septembre 2012, quelques jours après que Villy Søvndal ait annoncé son départ de la présidence du Parti populaire socialiste, elle se déclare candidate à sa succession et bénéficie du soutien des principales figures de la direction. Elle est toutefois battue lors de l'élection interne du 13 octobre, en ne rassemblant que 34 % des suffrages, contre 66 % pour la députée Annette Vilhelmsen.

### Députée de la Social-démocratie (2014-2019)
Le 30 janvier 2014, elle quitte son ministère après que la présidente du parti, Annette Vilhelmsen, ait décidé de se retirer du gouvernement pour protester contre la décision de vendre une partie de l'entreprise publique d'énergie DONG Energy à la banque d'investissement américaine Goldman Sachs. Elle regrette toutefois publiquement la décision de son parti de quitter le gouvernement, et annonce la même journée rejoindre les Sociaux-démocrates.
Au sein du groupe social-démocrate, elle devient la porte-parole pour les personnes âgées en juin 2014. À partir de septembre, elle devient la porte-parole sur les questions fiscales.
Elle est réélue députée lors des élections législatives de 2015, cette-fois-ci sous les couleurs sociales-démocrates. À partir de 2016, elle est vice-présidente de la commission sur l'immigration et l'intégration.

### Ministre sous Mette Frederiksen (2019-2022)
Réélue députée en juin 2019, elle rejoint le gouvernement de Mette Frederiksen en tant que ministre des Affaires sociales et de l'Intérieur. En janvier 2021, elle abandonne le portefeuille de l'Intérieur mais conserve celui des Affaires sociales jusqu'en décembre 2022, date à laquelle elle quitte le gouvernement.
Après son départ du gouvernement, elle retourne à temps plein au Folketing, où elle est la porte-parole des Sociaux-démocrates sur les questions d'éducation et d'enfance.
Le 20 février 2025, elle annonce la fin à venir de sa carrière politique en déclarant qu'elle ne sera pas candidate à sa réélection au Folketing lors des prochaines élections législatives.

### Vie privée
Elle partage sa vie avec le rappeur Andreas Seebach, connu sous le nom de scène « AndyOp ». Ils ont trois enfants et vivent à Amager, quartier insulaire du sud de Copenhague.